# 北西州 (ザンビア)

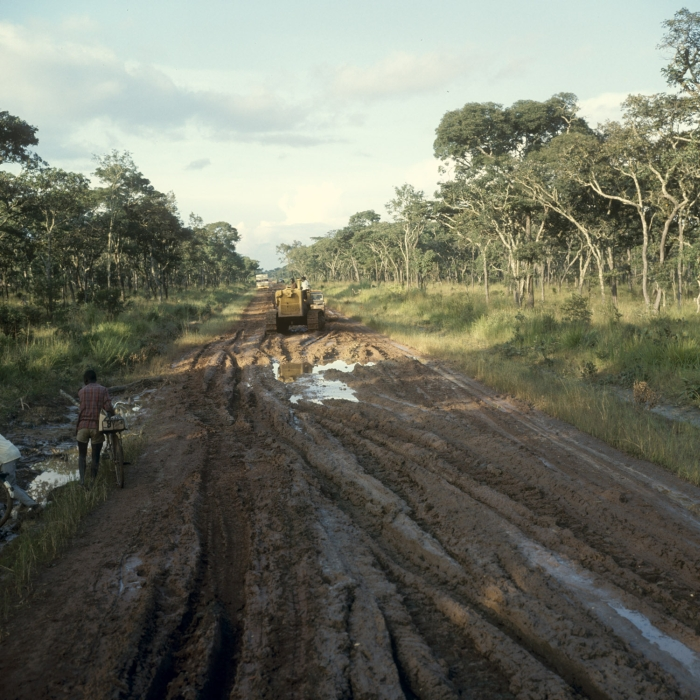
州都ソルウェジへの道

北西州(ほくせいしゅう、英語：North-Western Province)は、ザンビア北西部の州。
州都はソルウェジ。
2016年の人口は85万6300人で全国の5.4%を占め、10州中最小。
面積は12万5826km2で全国の16.7%を占め、10州中2位。
人口密度は6.8人/km2で、10州中最小。

## 隣接州
- 北：ルアラバ州
- 北東：上カタンガ州
- 東：カッパーベルト州
- 南東：中央州
- 南～南西：西部州
- 西：モシコ州

## 人口
- 1964年：21万1000人
- 1969年：23万2000人[2]
- 1980年8月25日：30万2668人
- 1990年8月20日：43万8216人
- 2000年10月20日：58万3350人
- 2010年10月16日：72万7044人
- 2016年7月1日：85万6300人

## 行政区画

行政区画地図

以下の9地区から成る。
- イケレンゲ地区（英語版）
- カセンパ地区（英語版）
- カボンポ地区（英語版）
- ザンベジ地区（英語版）
- ソルウェジ地区（英語版）
- チャヴマ地区（英語版）
- マニンガ地区（英語版）
- ムフンブウェ地区（英語版）
- ムウィニルンガ地区（英語版）

## 主要都市
人口は全て2010年の値。
- ソルウェジ：9万856人(州都)
- ムウィニルンガ（英語版）：1万745人
- ザンベジ：1万299人

## 経済
農業、特にモロコシ栽培が盛んで、生産高の1038tは全国の8.98%に当たる。
2008年の失業率は14%だが、若者に限ると31%に昇る。
ザンベジ空港が有る。
ブサンガ沼やカフュー国立公園(最北部のみ)、西ルンガ国立公園、ザンベジ草原が主な観光資源である。
カオンデ人は5月にソルウェジ地区でクフクウィラ祭とインサクワ・ヤバ祭を、6月にカセンパ地区でンソモ祭を行う。

## 気候
| 北西州の気候           | 北西州の気候 | 北西州の気候 | 北西州の気候 | 北西州の気候 | 北西州の気候 | 北西州の気候 | 北西州の気候 | 北西州の気候 | 北西州の気候 | 北西州の気候 | 北西州の気候 | 北西州の気候 | 北西州の気候 |
| 月                     | 1月          | 2月          | 3月          | 4月          | 5月          | 6月          | 7月          | 8月          | 9月          | 10月         | 11月         | 12月         | 年           |
| ---------------------- | ------------ | ------------ | ------------ | ------------ | ------------ | ------------ | ------------ | ------------ | ------------ | ------------ | ------------ | ------------ | ------------ |
| 最高気温記録 °C （°F） | 26.3 (79.3)  | 26.7 (80.1)  | 26.8 (80.2)  | 26.9 (80.4)  | 26.1 (79)    | 25 (77)      | 25.2 (77.4)  | 27.6 (81.7)  | 30.4 (86.7)  | 30.6 (87.1)  | 28 (82)      | 26.4 (79.5)  | 30.6 (87.1)  |
| 平均最高気温 °C （°F） | 20 (68)      | 20.4 (68.7)  | 20.3 (68.5)  | 19.8 (67.6)  | 17.8 (64)    | 15.7 (60.3)  | 15.9 (60.6)  | 18.5 (65.3)  | 21.5 (70.7)  | 22.3 (72.1)  | 21.1 (70)    | 20.2 (68.4)  | 22.3 (72.1)  |
| 平均最低気温 °C （°F） | 16.1 (61)    | 16 (61)      | 15.6 (60.1)  | 13.5 (56.3)  | 9.2 (48.6)   | 5.9 (42.6)   | 5.5 (41.9)   | 8.2 (46.8)   | 11.2 (52.2)  | 14.3 (57.7)  | 15.7 (60.3)  | 16 (61)      | 5.5 (41.9)   |
| 降水量 mm （inch）     | 24 (0.94)    | 21 (0.83)    | 19 (0.75)    | 8 (0.31)     | 1 (0.04)     | 0 (0)        | 0 (0)        | 0 (0)        | 1 (0.04)     | 6 (0.24)     | 17 (0.67)    | 24 (0.94)    | 121 (4.76)   |
| 出典：                 |              |              |              |              |              |              |              |              |              |              |              |              |              |

## 2010年国勢調査
- 男性：女性=1：1.03(全国平均は1：1.028)[4]
- 識字率=63.0%(全国平均=70.2%)[5]
- 都市化率=22.55%[6]
- 結婚中間年齢=20.5歳[7]
- 平均世帯規模=5.6人(男性家主で5.9人、女性家主で4.5人)[8]
- 投票権保有率=72.2%[9]
- 失業率=10.3%
- 総合出生率=6.8人
- 完全出生率=6.3人
- 粗出生率=38.0人
- 未成年女子出産数=870人
- 特殊出生率=169人
- 総再生産率=2.7人
- 純再生産率=1.9人[10]
- 労働人口率=55.5%
- 男性労働率=60.9%
- 女性労働率=50.4%
- 労働人口増加率=1.8%/年[11]
- ベンバ語話者率=49.0%[12]
- アルビノ人口=1387人[13]
- 平均寿命=56歳(全国平均=51歳)[14]